# Érvasad
Érvasad (románul Vășad) falu Romániában, Bihar megyében. 

## Fekvése
Az érmelléki síkságon, Szatmár megye határának közelében, Piskolt-tól délre fekvő település.
Közigazgatásilag Érkörtvélyeshez tartozik.

## Története
Régi település, a bronzkorban végig lakott terület volt. 
Először 1219-ben említik villa Vazad néven. 1380-ban poss. Vasad néven volt említve.
A XIV. században mint a nagyváradi 1. sz. káptalan birtokát említették a korabeli oklevelek.
1403-ban Wasad, 1692-ben Passat-Vassad. Ekkor már öt év óta lakatlan volt. Az újratelepedés során többnyire román jobbágyok érkeztek a visszatérők mellé. 
1828 ,1851 Vasad, 1913-tól pedig Érvasad néven említik. A 19. században az Érmihályfalvi járáshoz tartozott.
Borovszky az 1900-as évek elején írta a településről: „…Házainak száma 195, lakosaié 1423. Postája Piskolt, távírója és vasúti állomása Érmihályfalva…”
Érvasad a trianoni békeszerződés előtt Bihar vármegye Érmihályfalvi járásához tartozott.

## Lakossága
1910-ben 1497 főt számoltak. 1992-ben 1064 főt, ebből 796 románt, 3 magyart és 265 cigányt írtak össze. 